# Arnhem Falcons 2013
Questa voce raccoglie le informazioni riguardanti gli Arnhem Falcons nelle competizioni ufficiali della stagione 2013.

## Eredivisie 2013

### Stagione regolare
| 10 marzo 2013 2ª giornata | Amstelland Panthers | 21 – 18 | Arnhem Falcons |  |

| 24 marzo 2013 4ª giornata | Arnhem Falcons | 13 – 12 | Lightning Leiden |  |

| 7 aprile 2013 5ª giornata | Nijmegen Pirates | 7 – 19 | Arnhem Falcons |  |

| 21 aprile 2013 6ª giornata | Arnhem Falcons | 0 – 27 | Alphen Eagles |  |

| 5 maggio 2013 8ª giornata | Arnhem Falcons | 36 – 42 | Amstelland Panthers |  |

| 11 maggio 2013 9ª giornata | Arnhem Falcons | 35 – 0 | Nijmegen Pirates |  |

| 26 maggio 2013 11ª giornata | Den Haag Raiders '99 | - – - | Arnhem Falcons |  |

| 9 giugno 2013 13ª giornata | Alphen Eagles | 19 – 3 | Arnhem Falcons |  |

## Statistiche di squadra
| Competizione      | %Vittorie | In casa | In casa | In casa | In casa | In casa | In casa | In trasferta | In trasferta | In trasferta | In trasferta | In trasferta | In trasferta | Totale | Totale | Totale | Totale | Totale | Totale |
| Competizione      | %Vittorie | G       | V       | N       | P       | Pf      | Ps      | G            | V            | N            | P            | Pf           | Ps           | G      | V      | N      | P      | Pf     | Ps     |
| ----------------- | --------- | ------- | ------- | ------- | ------- | ------- | ------- | ------------ | ------------ | ------------ | ------------ | ------------ | ------------ | ------ | ------ | ------ | ------ | ------ | ------ |
| Stagione regolare | .571      | 4       | 2       | 0       | 2       | 84      | 81      | 3            | 2            | 0            | 1            | 40           | 47           | 7      | 4      | 0      | 3      | 124    | 128    |
| Totale            | .571      | 4       | 2       | 0       | 2       | 84      | 81      | 3            | 2            | 0            | 1            | 40           | 47           | 7      | 4      | 0      | 3      | 124    | 128    |